# Apanteles parasae
Apanteles parasae är en stekelart som beskrevs av Sievert Allen Rohwer 1922. Apanteles parasae ingår i släktet Apanteles och familjen bracksteklar. Inga underarter finns listade i Catalogue of Life.